# 公家

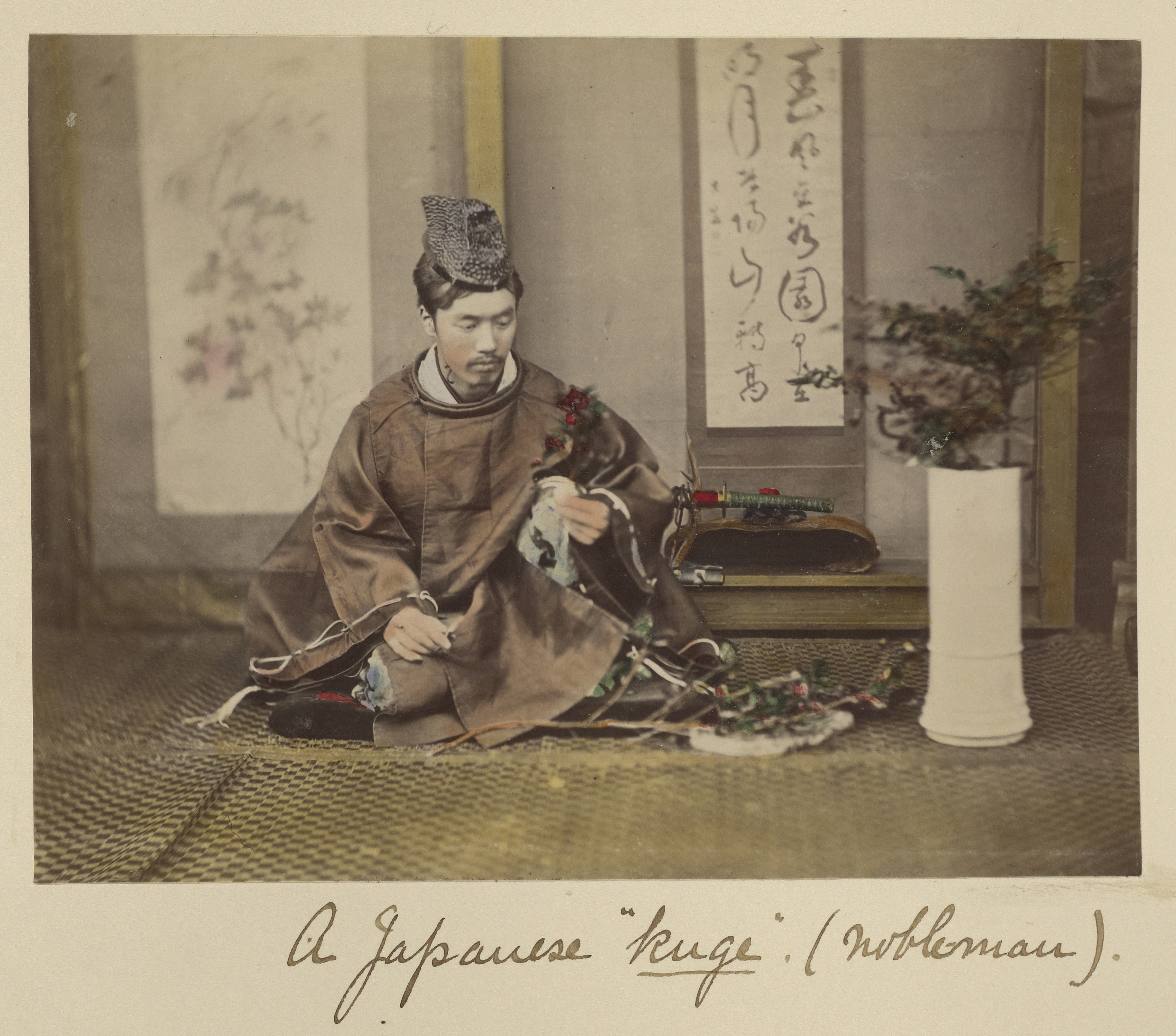
日本の公家

公家（くげ）とは、日本において朝廷に仕える貴族・上級官人の総称。天皇に近侍し、または御所に出仕していた、主に三位以上の位階を世襲する家。
公家の称の由来として、元来は天皇または朝廷を指し、「こうけ」・「おおやけ」と読んだ。鎌倉時代以降、源氏・平氏・藤原氏などの貴族の内で、武力で天皇に奉仕する幕府を武家（軍事貴族、武家貴族）と称するようになると、それに対比して、儀式と文治をもって天皇に奉仕する宮廷貴族一般を公家（公家貴族）と呼ぶようになった。

## 略史
平安時代末期頃から貴族社会において公卿に昇る家柄が限定されるようになり、藤原北家による摂家の確立に伴って家格が固定化し、鎌倉時代前期頃までに公家社会（宮廷）が形成された。公家社会においては、家格によって昇進できる官職が定まっていた。この当時、日本の社会各層で家産の相続を前提とする家制度の成立が進行しており、公家社会の形成も、貴族層における家の成立である。成立期の公家の経済的基盤は、荘園・公領に対する収取権であった。公家のうち、上流貴族は荘園寄進を受けて本家として荘園支配を行うことにより、また中流貴族は上流貴族や大寺社から預所などに任命されて荘園管理権を得ることにより、経済的基盤を築いていた。
鎌倉時代を通じ、主に軍事警察権と東国支配を担当する武家政権（鎌倉幕府）に相対して、政務一般と西国支配を所掌する公家政権（朝廷）が存在しており、両政権がおおむね協調連携しながら政務にあたっていた。ここにおいて、朝廷と幕府、あるいは公家と武家の間の交渉、「公武関係」もしくは「朝幕関係」が成立することになる。ただし、在地レベルでは公家側の経済的支配権が、現地の武士（地頭）らに侵食されるケースが現れ始めていた。この傾向は次代に至って顕著となる。
室町時代の公家政権の権限は、山城国（京都）に置かれた幕府および各国の守護によって大きく侵されていき、次第に有名無実化していった。ついには朝廷に出仕しつつも将軍家に家令として仕える公家も現れ、さらには諸国の荘園に自ら下向して経営をする者も現れた。
江戸時代に入ると公家らは御所周辺に集められ、公家社会は幕府から保護を受けることとなったが、反面、天皇と公家を規制する禁中並公家諸法度が定められ、これにより江戸時代の公武関係が規定された。公家社会は幕末まで温存された。
近代に入り明治維新を迎えると、東京奠都により公家社会は解体され、公家のほとんどは華族身分へ移行した。同じ幕末には朝廷権力の復活を背景に、三条実美や岩倉具視など明治維新に功績を残した者を多数輩出した。
大正時代を経て、華族制度は第二次世界大戦の終戦まで続いたが、1947年（昭和22年）5月3日の日本国憲法施行に伴い、消滅した。戦後の昭和中期後期から平成にかけて公家文化が見直されるようになり、その伝統と会員間の交流のために作られた堂上会などの活動がみられる。

## 分類
公家は、広い意味では昇殿が許された家である堂上家と許されていない地下家の2つに分けられるが、一般的に公家といえば堂上家を指す。昇殿が許された堂上家及び殿上人を公家と呼ぶ慣わしは、江戸時代まで継続している。
また、古くからある家は旧家、安土桃山時代以降に分家して新たに創設された家は新家と呼ばれた。

## 家格
平安時代末期から鎌倉時代にかけて公家の家格が固定化され、家柄によって昇進できる官職が限定された。この時期、以下の序列のとおりの家格が形成された（詳細は各項目を参照）。
1. 摂家
2. 清華家
3. 大臣家
4. 羽林家
5. 名家
6. 半家（諸大夫家）

## 礼遇
公家には内々（内々衆）と、外様（外様衆）の区別があり、御所内の詰め所も違った。元々は室町時代に禁裏小番の制度が出来た際に天皇との親疎によって内々と外様の2つの小番として区別されたが、後に一種の家格として固定化された。なお、霊元天皇の時代に第三の小番とも言える近習（小番）が成立すると、内々は譜代とも呼ばれるようになった。
1868年6月10日（慶応4年閏4月20日）に近習・内々・外様を合一して勤番させることになり、内々・外様の家格も廃止した。

## 華族への移行
華族への移行にあたっては、公家出身の家は公家時代の家格と代々の任官状況で華族としての地位を取り決められた。主に摂関家や清華家の当主を公爵家・侯爵家とし、それ以下の家においては大納言を多く輩出した家を伯爵家、そうでない家を子爵家とした。また、地下家のうち華族となった家は全て男爵家へ移行している。